# Gollahalli.R., Madhugiri
Gollahalli.R. là một làng thuộc tehsil Madhugiri, huyện Tumkur, bang Karnataka, Ấn Độ.